# پائولینا کروپینسکا
پائولینا کروپینسکا (لهستانی: Paulina Krupińska؛ زادهٔ ۲۲ ژوئن ۱۹۸۷) دوشیزهٔ شایستهٔ لهستان در سال ۲۰۱۲، مدل و مجری تلویزیون اهل لهستان است.
وی یکی از مجریان اصلی برنامه صبحگاهی صبح بخیر تی‌وی‌ان است.